# Dorymyrmex bituber
Dorymyrmex bituber — вид мурашок підродини Dolichoderinae.

## Поширення
Вид поширений в Аргентині та Парагваї.

## Класифікація
Вид містить два підвиди:
- D. b. bituber
- D. b. laticeps